# 李東寧
李東寧（韓語：이동녕，1869年9月2日—1940年3月13日），字鳳所（봉소），號石吾（석오）、巖山（암산），韓國獨立運動家，大韓民國臨時政府主要领导人之一，曾任议长、内务总长、國務委員、军务总长、國務總理、代總統、主席等职务。
李东宁原为朝鲜王朝进士，后投身救国运动。1906年，他与李相卨等人在今中国延边朝鲜族自治州龙井市创办新式学校瑞甸书塾，1907年与安昌浩、梁起铎、金九等人成立抗日救国组织新民会，后与李始荣、李会荣、李相龙等人创办了新兴武官学校。1919年，韩国爆发大规模三一反日运动后，李东宁在上海与其它独立运动人士一起筹建大韩民国临时政府。他在临时政府困难时期积极推荐金九为大统领，并在相当长时间内作为元老凝聚各派，出任临时政府主席。

## 生平

### 早年生涯
李东宁1869年出生于朝鲜王朝贵族家庭，18岁考取进士走上仕途，后从事韩国独立运动。1904年，他在汉城组建救国运动组织“青年会”。1906年与李相卨等人在今中国延边朝鲜族自治州龙井市创办新式学校瑞甸书塾。1907年，李相卨作为高宗特使前往海牙后，李东宁回到汉城从事反日救国运动，同年与安昌浩、梁起铎、金九等人成立抗日救国组织新民会 。1911年，李东宁携家眷搬到吉林通化柳河县。他与李相龙、李会荣等人在当地买下200垧土地，带领来华朝鲜民众拓荒:107-108。他还与李始荣、李会荣、李相龙等人创办了新兴武官学校，与李相龙一起创办《韩民族新闻》，与李会荣等人开办“耕学社”，并协助李会荣、吕准在通化开办哈泥河武官学校:108。

### 大韩民国临时政府时期
1919年，韩国爆发大规模三一反日运动后，李东宁来到上海与其它独立运动人士一起筹备组建大韩民国临时政府，起初任议长一职，1919年9月汉城、上海、海参崴三处临时政府合并后担任内务总长之职:108。临时政府成立后不久，内部出现了通过武装斗争还是和平外交手段实现韩国独立的两大派系的分裂。李承晚后离开上海返回美国。李东宁在临时政府这段混乱时期一度出任临时政府国务总理兼军务总长，并代行临时大统领的职务。
1925年7月朴殷植辞去临时大统领职务后，大韩民国临时政府领导层出现了很大的震荡。为挽回局面，李东宁将内务总长金九扶植成为临时政府的国务领（后改名国务委员会主席）。大韩民国临时政府从此进入李东宁与金九的时代。作为更有凝聚力的元老，李东宁在此后相当长的时期里出任临时政府主席一职。1931年九一八事变后，韩国独立运动陷入低谷时期，李东宁建议金九组建韩人爱国团敢死队，并成功制造虹口公园爆炸事件。李东宁执政时期倡导建立广泛的抗日统一战线，在与中国国民党和共产党联合抗日的同时，也积极撮合在华各派韩国独立运动党派。1940年5月8日，在他和金九的努力下，韩国国民党、韩国独立党和朝鲜革命党三党正式合并更名为“韩国独立党”。

## 病逝与纪念
1940年3月13日，李东宁因病在中国四川綦江病逝:110。金九为其举行了国葬。1948年8月，李东宁遗骸被运回韩国，安葬于孝昌公園。金九为其举行了隆重的葬礼。

## 评价
金九与李东宁关系甚好，把李东宁视为德高望重的前辈与顾问。在其自传《白凡逸志》中，金九如是评价李东宁：“先生德才出众，一生乐于助人，有事让人出头露面，自己则退居于后，进行辅助开导，这是先生终生不渝的美德，至弥留之际，先生仍对我爱护备至。” :253